# Ogeu-les-Bains
Ogeu-les-Bains è un comune francese di 1 234 abitanti situato nel dipartimento dei Pirenei Atlantici nella regione della Nuova Aquitania.
Il territorio del comune è bagnato dalla gave d'Ossau.

## Società

### Evoluzione demografica
Abitanti censiti

## Galleria fotografica di Ogeu-les-Bains

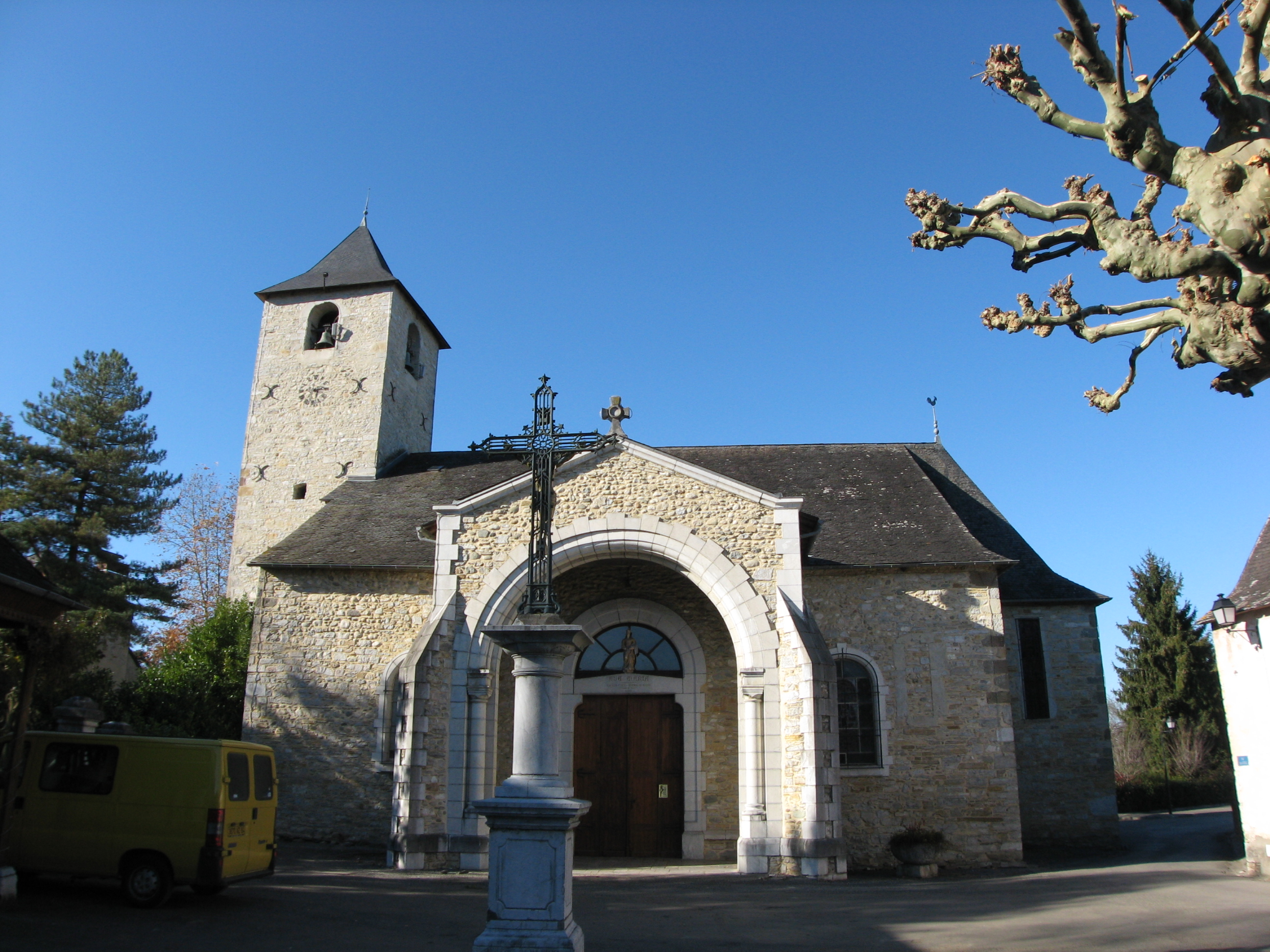
La chiesa
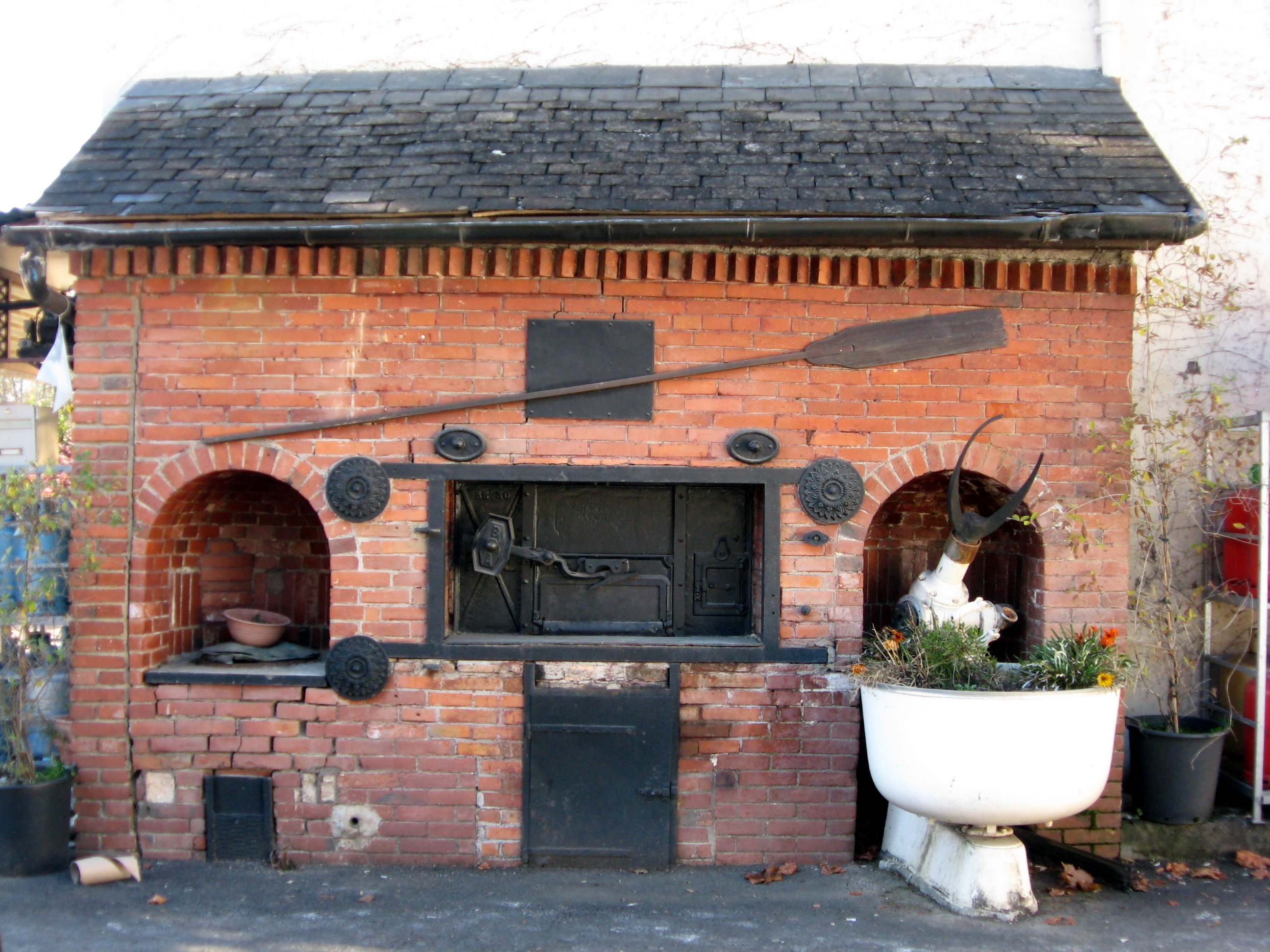
Il forno
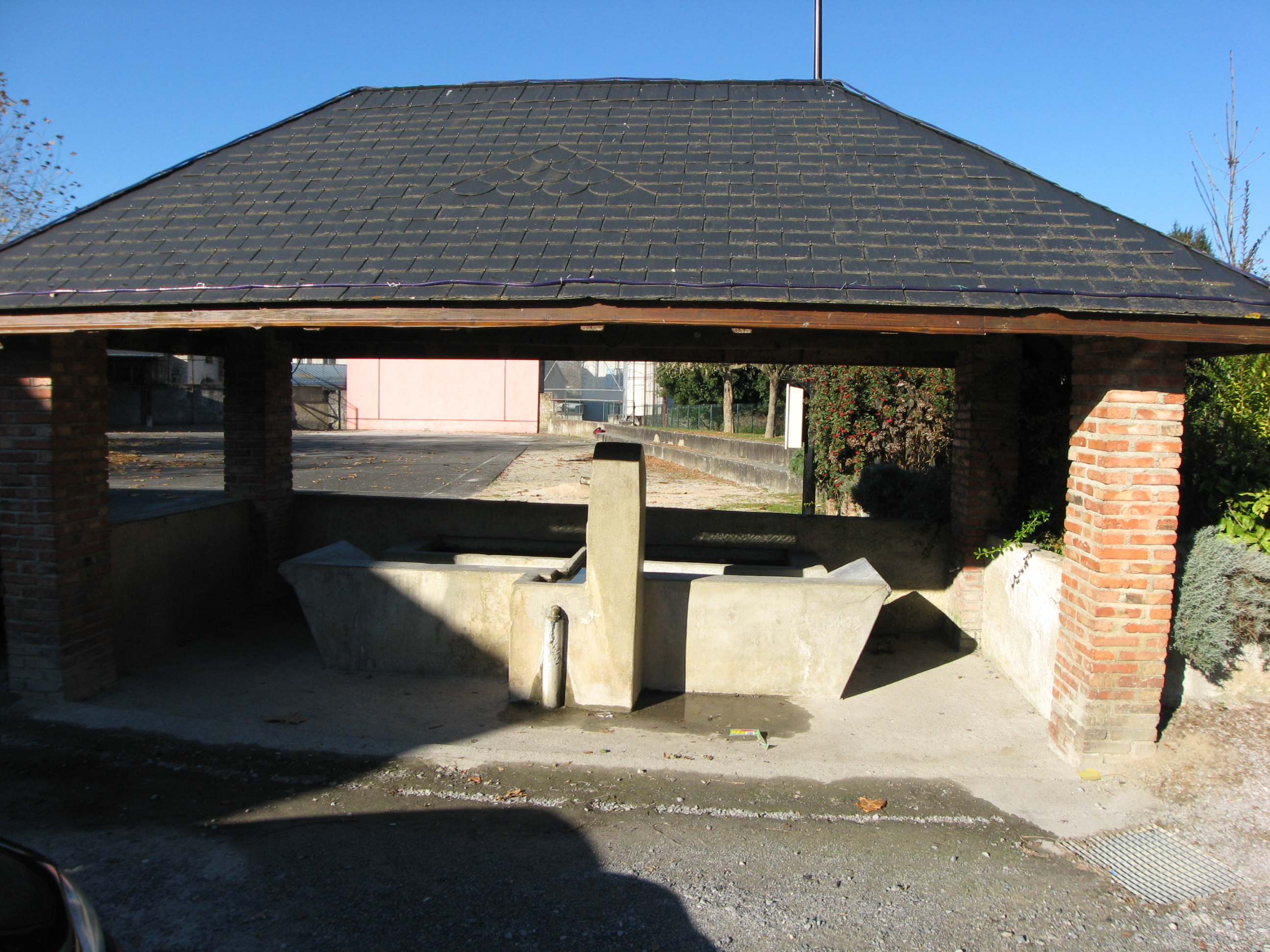
Il lavatoio